# 尾崎加寿夫
尾崎 加寿夫（おざき かずお、1960年（昭和35年）3月7日 - ）は、東京都出身の元サッカー選手、サッカー解説者。ポジションはフォワード。奥寺康彦に次いで日本人として2人目のサッカー・ブンデスリーガ (ドイツ)でプレーした選手となった。

## クラブ来歴

### 三菱重工時代
日本大学高校では3年次の1977年に全国高校サッカーに出場し、卒業後の1978年に三菱重工へ入社。1979年10月には三菱の4年ぶりのJSL制覇に貢献し、アシスト王と日本年間最優秀選手賞を受賞。この頃のメディア等では「若大将」と表現される事もしばしばあった。

### ドイツ時代
1983年6月には1984年のロス五輪出場に向けて重要なトレーニングとなるジャパンカップ'83を体調不良を理由に欠場するが、この期間に無断で渡独しアルミニア・ビーレフェルトの練習に参加していた事が発覚すると、選手規定に抵触するとして大問題に発展した。嘘をついて渡独したとして、尾崎に対する風当たりは一気に強くなったが、ロス五輪出場への重要な戦力として尾崎を日本に留めたいサッカー協会、そして本場でプロとして挑戦したいという尾崎という、互いの思惑がぶつかった結果の騒動であった。この「尾崎問題」は7月に三菱が尾崎の意を汲むかたちで退部処分にしたことにより解決し、尾崎はフリーとなり、問題なく協会も移籍証明書を即発行してビーレフェルトとプロ契約を交わすことができた。最初の年俸は約1000万円といわれている。
強力なシュートが評価された尾崎は、8月13日にブンデスリーガ日本人2人目のプロ選手としてデビュー。初戦の1.FCケルン戦で先発出場を果たすと、前半に左から鋭く切れ込み西ドイツ代表の守護神ハラルト・シューマッハーを破り初得点となる同点ゴールを記録。強豪相手の逆転勝利に貢献するという鮮烈なデビューを飾ると、11月5日の13節のブレーメン戦で実現した奥寺との日本人対決は、ドイツでも大きな注目を浴びた。これが海外での日本人選手同士の初対決となったが、結果はブレーメンが3-0で勝利した。1986年にビーレフェルトはツヴァイテリーガ（2部）へ降格するが残留しプレーを続けた。
1988年にブンデスリーガのザンクトパウリへ移籍。
1989年にはオーバーリーガのTuRUデュッセルドルフに移籍。ドイツでは1部リーグで62試合出場9得点、2部リーグで57試合出場9得点という通算成績を残している。

### 国内復帰
1990年に古巣の三菱自工へ復帰し、1993年にはヴェルディ川崎へ移籍。リーグ戦に2試合出場し、シーズン終了後に現役を引退。
日本リーグ通算78試合出場、20得点。国際Aマッチ17試合出場、3得点。

## 代表経歴
1979年には日本ユース代表の主将としてワールドユースに出場したが、0勝2分1敗で1次リーグ敗退に終わった。この頃はドリブルで切り崩してゴール付近まで突破するスタイルと、得点後にジャンプしながらガッツポーズするシーンが多く見られた。
1981年には日本代表に選出され、1982年6月にはジャパンカップキリンワールドサッカー'82に出場し、フェイエノールト戦で4得点を挙げるなど、計6得点と活躍。この時には奥寺康彦が所属するヴェルダー・ブレーメンも来日していた。7月には日本代表として西ドイツ遠征に参加し、この時に対戦したビーレフェルトのホルスト・ケッペル監督に練習への参加を要請される。

## 所属クラブ
- 日本大学高校
- 1978年 - 1983年  三菱重工
- 1983年 - 1988年  アルミニア・ビーレフェルト
- 1988年 - 1989年  FCザンクトパウリ
- 1989年 - 1990年  TuRUデュッセルドルフ（ドイツ語版）
- 1990年 - 1992年  三菱自動車/浦和レッドダイヤモンズ
- 1993年  ヴェルディ川崎

## 個人成績
| 国内大会個人成績 | 国内大会個人成績 | 国内大会個人成績 | 国内大会個人成績 | 国内大会個人成績 | 国内大会個人成績 | 国内大会個人成績 | 国内大会個人成績 | 国内大会個人成績 | 国内大会個人成績 | 国内大会個人成績 | 国内大会個人成績 |
| 年度             | クラブ           | 背番号           | リーグ           | リーグ戦         | リーグ戦         | リーグ杯         | リーグ杯         | オープン杯       | オープン杯       | 期間通算         | 期間通算         |
| 年度             | クラブ           | 背番号           | リーグ           | 出場             | 得点             | 出場             | 得点             | 出場             | 得点             | 出場             | 得点             |
| 日本             | 日本             | 日本             | 日本             | リーグ戦         | リーグ戦         | JSL杯            | JSL杯            | 天皇杯           | 天皇杯           | 期間通算         | 期間通算         |
| ---------------- | ---------------- | ---------------- | ---------------- | ---------------- | ---------------- | ---------------- | ---------------- | ---------------- | ---------------- | ---------------- | ---------------- |
| 1978             | 三菱             | 21               | JSL1部           | 1                | 0                |                  |                  |                  |                  |                  |                  |
| 1979             | 三菱             | 14               | JSL1部           | 13               | 1                |                  |                  | 4                | 2                |                  |                  |
| 1980             | 三菱             | 13               | JSL1部           | 11               | 1                | 1                | 0                | 5                | 3                | 17               | 4                |
| 1981             | 三菱             | 12               | JSL1部           | 10               | 5                | 5                | 4                | 1                | 1                | 16               | 10               |
| 1982             | 三菱             | 9                | JSL1部           | 18               | 8                | 2                | 3                | 2                | 2                | 22               | 13               |
| 1983             | 三菱             | 9                | JSL1部           | 10               | 4                | 0                | 0                | 0                | 0                | 10               | 4                |
| 西ドイツ         | 西ドイツ         | 西ドイツ         | 西ドイツ         | リーグ戦         | リーグ戦         | リーグ杯         | リーグ杯         | オープン杯       | オープン杯       | 期間通算         | 期間通算         |
| 1983-84          | ビーレフェルト   |                  | ブンデス1部      | 33               | 5                |                  |                  | 2                | 1                | 35               | 6                |
| 1984-85          | ビーレフェルト   |                  | ブンデス1部      | 23               | 4                |                  |                  | 1                | 1                | 24               | 5                |
| 1985-86          | ビーレフェルト   |                  | ブンデス2部      | 28               | 3                |                  |                  | 1                | 0                | 29               | 3                |
| 1986-87          | ビーレフェルト   |                  | ブンデス2部      | 13               | 3                |                  |                  | 1                | 0                | 14               | 3                |
| 1987-88          | ビーレフェルト   |                  | ブンデス2部      | 16               | 3                |                  |                  | 1                | 0                | 17               | 3                |
| 1988-89          | ザンクトパウリ   |                  | ブンデス1部      | 6                | 0                |                  |                  | 0                | 0                | 6                | 0                |
| 1989-90          | TuRU             |                  | オーバー         |                  |                  |                  |                  |                  |                  |                  |                  |
| 日本             | 日本             | 日本             | 日本             | リーグ戦         | リーグ戦         | JSL杯/ナビスコ杯 | JSL杯/ナビスコ杯 | 天皇杯           | 天皇杯           | 期間通算         | 期間通算         |
| 1990-91          | 三菱             | 26               | JSL1部           | 6                | 0                | 0                | 0                | 2                | 3                | 8                | 3                |
| 1991-92          | 三菱             | 26               | JSL1部           | 9                | 1                | 1                | 0                | 3                | 2                | 13               | 3                |
| 1992             | 浦和             | -                | J                | -                | -                | 4                | 1                | 2                | 0                | 6                | 1                |
| 1993             | V川崎            | -                | J                | 2                | 0                | 0                | 0                | 0                | 0                | 2                | 0                |
| 通算             | 日本             | 日本             | JSL1部           | 78               | 20               |                  |                  |                  |                  |                  |                  |
| 通算             | 日本             | 日本             | J                | 2                | 0                | 4                | 1                | 2                | 0                | 8                | 1                |
| 通算             | 西ドイツ         | 西ドイツ         | ブンデス1部      | 62               | 9                |                  |                  | 3                | 2                | 65               | 11               |
| 通算             | 西ドイツ         | 西ドイツ         | ブンデス2部      | 57               | 9                |                  |                  | 3                | 0                | 60               | 9                |
| 通算             | 西ドイツ         | 西ドイツ         | オーバー         |                  |                  |                  |                  |                  |                  |                  |                  |
| 総通算           |                  |                  |                  |                  |                  |                  |                  |                  |                  |                  |                  |

・JSL東西対抗戦（オールスターサッカー）2回出場（1982年、1991年）
その他の公式戦
- 1985年
  - ブンデスリーガ残留・昇格プレーオフ 2試合0得点
- 1990年
  - コニカカップ 6試合0得点
- 1991年
  - コニカカップ 1試合0得点

## 代表歴

### 出場大会など
- 1979 FIFAワールドユース選手権
- アジア競技大会(1982)

### 試合数
- 国際Aマッチ 17試合 3得点(1981-1983)

| 日本代表 | 国際Aマッチ | 国際Aマッチ | その他 | その他 | 期間通算 | 期間通算 |
| 年       | 出場        | 得点        | 出場   | 得点   | 出場     | 得点     |
| -------- | ----------- | ----------- | ------ | ------ | -------- | -------- |
| 1979     | 0           | 0           | 1      | 0      | 1        | 0        |
| 1980     | 0           | 0           | 1      | 0      | 1        | 0        |
| 1981     | 9           | 2           | 8      | 1      | 17       | 3        |
| 1982     | 7           | 1           | 13     | 7      | 20       | 8        |
| 1983     | 1           | 0           | 0      | 0      | 1        | 0        |
| 通算     | 17          | 3           | 23     | 8      | 40       | 11       |

### 出場
| No. | 開催日         | 開催都市         | スタジアム                         | 対戦相手         | 結果       | 監督     | 大会           |
| --- | -------------- | ---------------- | ---------------------------------- | ---------------- | ---------- | -------- | -------------- |
| 1.  | 1981年02月08日 | クアンタン       |                                    | マレーシア       | ●0-1       | 川淵三郎 | 国際親善試合   |
| 2.  | 1981年02月10日 | クアラルンプール |                                    | マレーシア       | △1-1       | 川淵三郎 | 国際親善試合   |
| 3.  | 1981年02月17日 | シンガポール     |                                    | シンガポール     | ○1-0       | 川淵三郎 | 国際親善試合   |
| 4.  | 1981年02月19日 | シンガポール     |                                    | シンガポール     | △0-0       | 川淵三郎 | 国際親善試合   |
| 5.  | 1981年08月30日 | クアラルンプール |                                    | マレーシア       | ○2-0       | 森孝慈   | ムルデカ大会   |
| 6.  | 1981年09月03日 | クアラルンプール |                                    | インド           | ○3-2       | 森孝慈   | ムルデカ大会   |
| 7.  | 1981年09月08日 | クアラルンプール |                                    | アラブ首長国連邦 | ○3-2       | 森孝慈   | ムルデカ大会   |
| 8.  | 1981年09月14日 | クアラルンプール |                                    | インドネシア     | ○2-0       | 森孝慈   | ムルデカ大会   |
| 9.  | 1981年09月18日 | クアラルンプール |                                    | イラク           | ●0-2       | 森孝慈   | ムルデカ大会   |
| 10. | 1982年03月21日 | ソウル           |                                    | 韓国             | ●0-3       | 森孝慈   | 日韓定期戦     |
| 11. | 1982年06月02日 | 広島県           | 広島県総合グランドメインスタジアム | シンガポール     | ○2-0       | 森孝慈   | ジャパンカップ |
| 12. | 1982年07月15日 | スチャバ         |                                    | ルーマニア       | ●0-4       | 森孝慈   | 国際親善試合   |
| 13. | 1982年07月18日 | ブカレスト       |                                    | ルーマニア       | ●1-3       | 森孝慈   | 国際親善試合   |
| 14. | 1982年11月21日 | ニューデリー     |                                    | イラン           | ○1-0       | 森孝慈   | アジア大会     |
| 15. | 1982年11月23日 | ニューデリー     |                                    | 南イエメン       | ○3-1       | 森孝慈   | アジア大会     |
| 16. | 1982年11月28日 | ニューデリー     |                                    | イラク           | ●0-1(延長) | 森孝慈   | アジア大会     |
| 17. | 1983年03月06日 | 東京都           | 国立霞ヶ丘競技場陸上競技場         | 韓国             | △1-1       | 森孝慈   | 日韓定期戦     |

### 得点数
| # | 年月日        | 開催地                       | 対戦国           | スコア | 結果 | 試合概要       |
| - | ------------- | ---------------------------- | ---------------- | ------ | ---- | -------------- |
| 1 | 1981年9月8日  | マレーシア、クアラルンプール | アラブ首長国連邦 | 3-2    | 勝利 | ムルデカ大会   |
| 2 | 1981年9月14日 | マレーシア、クアラルンプール | インドネシア     | 2-0    | 勝利 | ムルデカ大会   |
| 3 | 1982年6月2日  | 日本、広島市                 | シンガポール     | 2-0    | 勝利 | ジャパンカップ |